# Europese kampioenschappen boogschieten 1980 (outdoor)
De Europese kampioenschappen boogschieten 1980 waren door de Fédération Internationale de Tir à l'Arc (FITA) georganiseerde kampioenschappen voor boogschutters. De zevende editie van de Europese kampioenschappen vond plaats in het Franse Compiègne van 26 tot en met 27 juli 1980.

## Resultaten

### Individueel
|        | Heren           | Dames            |
| ------ | --------------- | ---------------- |
| Goud   | Marnix Vervinck | Natalia Butuzova |
| Zilver | Gert Bjerendal  | Olga Rogova      |
| Brons  | Göran Bjerendal | Alicja Ciskowska |

### Team
|        | Heren                                               | Dames                                           |
| ------ | --------------------------------------------------- | ----------------------------------------------- |
| Goud   | Gert Bjerendal Göran Bjerendal Mats Nordlander      | Natalia Butuzova Olga Rogova Ketevan Losaberdze |
| Zilver | Vladimir Yesheev Vladimir Maksimov Alexander Aulov  | Carita Jussila Päivi Meriluoto Jutta Vähäoja    |
| Brons  | Marnix Vervinck Willy Van den Bossche Sven Mestdagh | Alicja Ciskowska Joanna Pawlik Katarzyna Firan  |